# Татай Валлийский
Татай (англ. Tathai, Tathyw, V — VI века) — святой, отшельник Гламорганширский, настоятель монастыря Ллантатан. День памяти — 26 декабря.

## Житие
Святой Татай был племянником святого Самсона Дольского. Он остановился в Уэльсе, где сначала стал вести отшельническую жизнь, а затем основал церковь в Гламорганшире. Его монастырь в Ллантатане (Llantathan),  названный так впоследствии в его честь, был одной из наиболее знаменитых духовных школ Уэльса. Оттуда он отправился в Кэрвент, иначе Гвент, где основал другую монашескую школу, из которой вышел великий кельтский учёный, святой Кадок (Cadoc).
Согласно его житию, Татай был великим чудотворцем. По преданию: «Отец всего Гвента, он был защитником этого лесного края . . . он никогда не был сердит . . . и что бы ни давали ему, всё отдавал другим . . . на Западе не было никого более великодушного при приёме гостей и оказания им гостеприимства».
После рождения своего старшего сына (497 год), Гвинлиу Бородатый, отправился в дикий праздничный набег на Каэр-Гвент со своим бесстрашным отрядом. Среди прочего скота он украл корову у Святого Татиу, который немедленно прибыл в королевский двор Гвинллуга и потребовал ее обратно. Однако король не отпустил их двоих, пока Татиу не крестил своего новорожденного сына в христианскую веру — почти наверняка действие, предложенное королевой. В более поздней жизни Gwynllyw видел сон, в котором Бог явился ему и сказал, что он найдет ценного белого быка на Стоу-Хилл. Найдя зверя на следующий день, король был настолько впечатлен, что позволил обратить своего сына в христианство.
Как Кэрвент, так и Ллантатан, претендуют на то, чтобы считаться местом его захоронения.

## Тропарь, глас 8
"Teacher of true piety and blessed adornment of Christ’s Church, O Father
Tathai:/ as thou didst serve Wales with thy tireless endeavours, teach
us, O Saint, the virtues of unshakeable stability and loyalty to the
true Faith,/ that at the end Christ our God will grant great mercy to
our souls".